# Tvetenia duodenaria
Tvetenia duodenaria är en tvåvingeart som beskrevs av Jean-Jacques Kieffer 1922. Tvetenia duodenaria ingår i släktet Tvetenia och familjen fjädermyggor.
Artens utbredningsområde är Northwest Territories, Kanada. Arten är reproducerande i Sverige. Inga underarter finns listade i Catalogue of Life.